# Črnologar
Črnologar je priimek v Sloveniji, ki ga je po podatkih Statističnega urada Republike Slovenije na dan 1. januarja 2010 uporabljalo 30 oseb in je med vsemi priimki po pogostosti uporabe uvrščen na 10.359. mesto.

## Znani nosilci priimka
- Konrad Črnologar (1860—1904), učitelj in zgodovinsko-topografski raziskovalec
- Ladislav Črnologar (1935–2020), pisatelj, dramatik (Jesenice)